# 太陽企画
太陽企画（たいようきかく）は、テレビCMの企画・制作を中心とした総合映像制作会社である。

## 概要
年間300本以上のTVCMを制作するほか、プロモーションビデオ、プラネタリウムなどの大型展示映像、CGアニメ、コマ撮りアニメ、Webサイト、プロジェクションマッピング等を用いた体験型イベント施策等も行っている。社内にスタジオ・編集室・音録ルーム・CG部を擁し、プランニングから完成までを行う。
なお、池袋にある求人広告代理店の太陽企画とは別会社である。

## 沿革
- 1968年、会社設立。
- 1976年、ビデオ編集室開設。
- 1984年、小学館「ピッカピカの一年生」でACCグランプリ初受賞。
- 1986年、コンピューターグラフィック室開設。
- 1990年、プレゼンテーション・サービスセンター(PSC)を開設。映像制作のデジタル化が急速に進む中でも、手作りの良さを活かす工作室「考える工房」を開設した。
- 1996年、東京都「古紙の主張」でACCグランプリ受賞。
- 1998年、デジタルコンテンツ部門「デジタルプラネット」を設立。サントリー「酒税改正」ACCグランプリ受賞。
- 2002年、中堅クリエイターユニット「プリズム27」設立 。
- 2004年、新社屋ビルへ移転。撮影スタジオ、ビデオ編集室、CGルームなどを集結させた。
- 2005年、CMとWEBのワンストップ集団「POP UP」、モバイル・メディアを活用した新しい ビジネス・モデルの開発、コンテンツの制作を具現化するプロジェクトチーム「携帯モバイルコンテンツ開発チーム」、キャラクターについての権利関係の契約、クロスメディア対応、商品化を行うプロジェクトチーム「キャラクター権利ビジネス開発チーム」が設立。
- 2006年、CMを中心とした映像制作とWEB制作のビジネスを合体した次世代のCMプロダクションとしてグループ会社「株式会社パズル」を設立。プライバシーマークを取得。
- 2007年、ワンストップ・ソリューションを目指してプロモーションサポートを行う「プロモーション開発室」を設立。
- 2012年、渋谷区原宿にインタラクティブプロダクションチーム「TOKYO」を開設。「パラソル株式会社」を設立。
- 2012年、太陽企画本社にクリエイティブチーム「school」を開設。

## 作品
- 恋するマリオネット　UNITED ARROWS / green label relaxing
- "Feel So Moon"　ユニコーン×宇宙兄弟
- LOVE／ADFEST 2013 Fabulous Four
- 『キリン カリブーン 登場』篇
- The Museum of Me　Intel/Core i5
- 日本アニメ（ーター）見本市 「オチビサン」 （2015年）
- Naokiman HORROR SHOW (2023)